# SN 1999bq
SN 1999bq – supernowa typu Ia odkryta 20 marca 1999 roku w galaktyce A130654-1237. W momencie odkrycia miała maksymalną jasność 20,10m.